# مونرو بیردزلی
مونرو کورتیس بیردزلی (‎/ˈbɪərdzli/‎؛ به انگلیسی: Monroe Curtis Beardsley) (۱۰ دسامبر ۱۹۱۵ – ۱۸ سپتامبر ۱۹۸۵) فیلسوف هنر آمریکایی بود.

## زندگی
بیردزلی در بریجپورت، کنتیکت به دنیا آمد و بزرگ شد، و در دانشگاه ییل تحصیل کرد (لیسانس ۱۹۳۶، دکترای ۱۹۳۹). او در تعدادی از کالج‌ها و دانشگاه‌ها، از جمله کالج مانت هولیوک و دانشگاه ییل، تدریس کرد، اما بیشتر دوران حرفه‌ای او در کالج سوارثمور (۲۲ سال) و دانشگاه تمپل (۱۶ سال) سپری شد. همسر و همکار او، الیزابت لین بردزلی، نیز استاد فلسفه در دانشگاه تمپل بود.
کار بیردزلی در زیبایی‌شناسی بیشتر به‌دلیل حمایت از نظریه ابزارگرایانه هنر و مفهوم تجربه زیبایی‌شناختی شهرت دارد. بیردزلی در سال ۱۹۵۶ به‌عنوان رئیس انجمن زیبایی‌شناسی آمریکا انتخاب شد. در میان منتقدان ادبی، بیردزلی به خاطر دو مقاله نوشته‌شده با ویلیام کورتز ویمست جونیور، به‌نام‌های «مغالطه عمدی» و «اشتباه عاطفی»، که هر دو متن نقد نو شمرده می‌شوند، شناخته شده‌است. کتاب‌های او عبارتند از: «منطق عملی» (۱۹۵۰)، «زیبایی‌شناسی»(۱۹۵۸) (متن مقدماتی)، و «زیبایی‌شناسی: یک تاریخ کوتاه» (1966). او همچنین منتخبی از فلسفه با عنوان «فیلسوفان اروپایی از دکارت تا نیچه» را ویرایش کرد. او در سال ۱۹۷۶ به‌عنوان عضو فرهنگستان هنر و علوم آمریکا انتخاب شد.
بیردزلی و همسرش ویراستاران مجموعه‌های پرنتیس هال (یک ناشر بزرگ آمریکایی) بودند که در این مجموعه به «مبانی فلسفه» پرداخته بودند؛ مجموعه‌ای از کتاب‌های درسی در زمینه‌های مختلف در فلسفه، که در بیشتر موارد توسط محققان برجسته در آن زمینه‌ها نوشته شده بود.